# CordeValle Golf Club
De CordeValle Golf Club is een golfclub in de Verenigde Staten. De club werd opgericht in 1999, dat een 18-holes golfbaan heeft met een par van 72, en de clubhuis bevindt zich in San Martin, Californië.
De 18-holesbaan werd ontworpen door de golfbaanarchitect Robert Trent Jones Jr.
Voor een individuele golftoernooi bij de heren is de lengte van de baan 6737 m met een par van 71 en bij de dames is de lengte 5496 m met een par van 72.

## Golftoernooien
- Frys.com Open: 2010-heden
- US Women's Open: 2016